# Velká Baba
Velká Baba är en kulle i Tjeckien. Den ligger i den östra delen av landet, 180 km sydost om huvudstaden Prag. Toppen på Velká Baba är 446 meter över havet.
Terrängen runt Velká Baba är varierad.Runt Velká Baba är det mycket tätbefolkat, med 1 411 invånare per kvadratkilometer. Närmaste större samhälle är Brno, 8,5 km sydost om Velká Baba. I omgivningarna runt Velká Baba växer i huvudsak blandskog.